# مراقبة الجودة في هندسة الأنسجة
لقد أسفر التطور السريع في مجال هندسة الأنسجة متعدد التخصصات عن مجموعة متنوعة من الأدوية الجديدة والمبتكرة، وكثيراً ما تحمل خلايا حية، تهدف إلى إصلاح الأنسجة البشرية المتضررة أو تجديدها أو استبدالها. وتختلف المنتجات الطبية المهندسة بالأنسجة من حيث نوع ومنشأ الخلايا وتعقيد المنتج. وكجميع المنتجات الطبية، يجب أن تكون سلامة وفعالية المنتجات الطبية المهندسة في الأنسجة ثابتة طوال عملية التصنيع. وتكتسي مراقبة ضبط الجودة وضمانها أهمية قصوى، ويجري باستمرار تقييم المنتجات في جميع مراحل عملية التصنيع لضمان سلامتها وفعاليتها وثباتها وقابليتها للتغيير بين الدفعات. إن وكالة الأدوية الأوروبية مسؤولة عن تطوير الأدوية وتقييمها والإشراف عليها في الاتحاد الأوروبي. وتشارك وكالة الأدوية الأوروبية في إجراءات الإحالة المتعلقة بالسلامة أو التوازن بين الفوائد/مخاطر المنتج الطبي. وبالإضافة إلى ذلك، تنظم اللّجان عمليات تفتيش تتعلق بظروف تصنيع المنتجات الطبية. على سبيل المثال، الإمتثال لممارسات التصنيع الجيدة، والممارسة السريرية الجيدة، والممارسة المختبرية الجيدة، واليقظة الدوئية.

## تقييم المخاطر

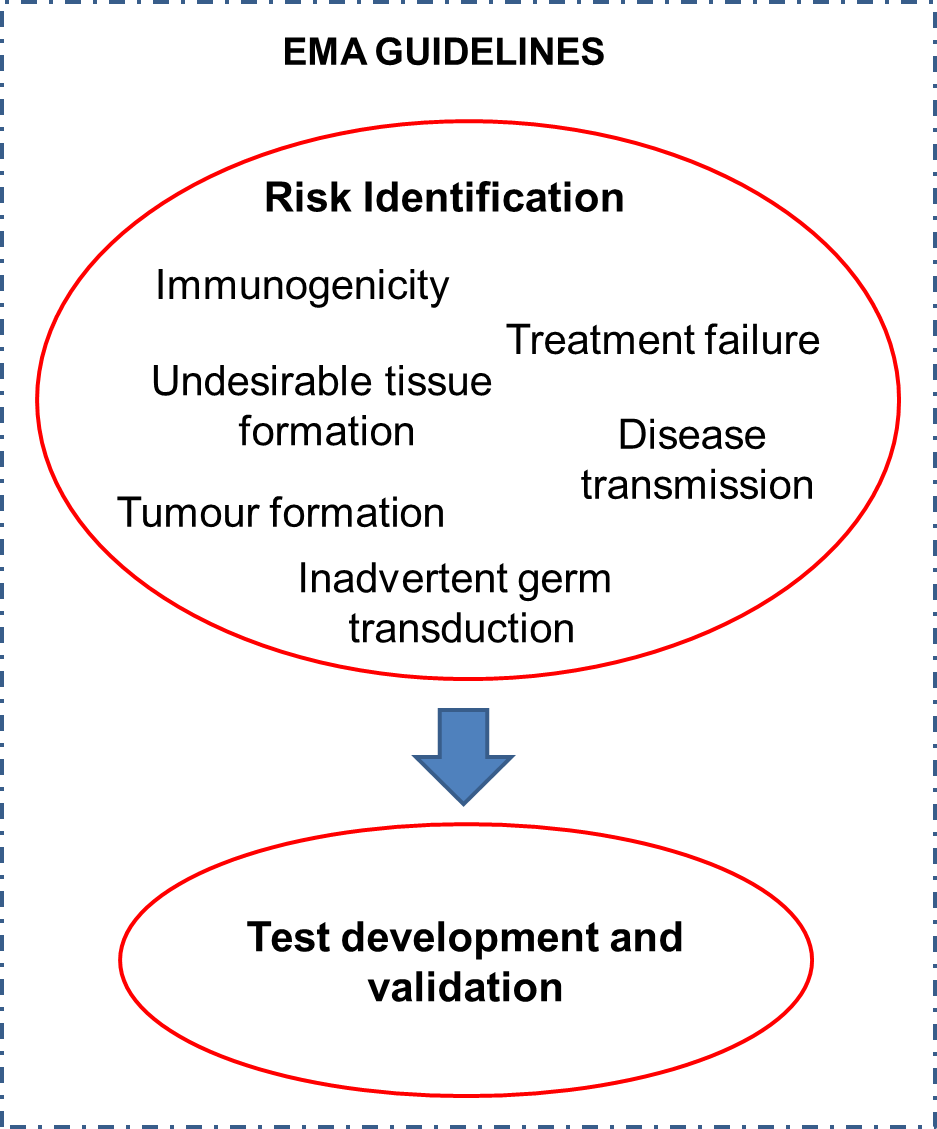
إجراء تقييم المخاطر

عند النظر في ضبط جودة المنتجات الطبية المهندسة في الأنسجة، وينبغي إجراء تقييم للمخاطر. ويُعَرَّف الخطر بأنه «تأثير عكسي محتمل يمكن أن يعزى إلى الاستخدام السريري للمنتجات الطبية العلاجية المتقدمة وهو مصدر قلق للمريض و/أو لسكان آخرين (على سبيل المثال مقدمي الرعاية)». وتشمل بعض المخاطر التوليد المناعي، وانتقال الأمراض، وتشكيل الورم، وفشل العلاج، وتكوين الأنسجة غير المرغوب فيها، وعمليات نقل الجراثيم عن غير قصد. ويُعرَّف عامل الخطر بأنه «خاصية نوعية أو كمية تساهم في مخاطر معينة بعد معالجة و/أو إدارة المنتجات الطبية العلاجية المتقدمة». ويطلق على إدماج جميع المعلومات المتاحة عن المخاطر وعوامل الخطر تحديد ملامح المخاطر. ونظراً إلى أن كل ويطلق على إدماج جميع المعلومات المتاحة عن المخاطر وعوامل الخطر تحديد ملامح المخاطر. ونظراً لاختلاف كل المنتجات الطبية المهندسة في الأنسجة، فإن المخاطر المرتبطة بكل منها تتفاوت، ومن ثم فإن الإجراءات التي يجب تنفيذها لضمان نوعيتها تنفرد أيضا بالمنتج.
وحالما يتم تحديد المخاطر المرتبطة بالمنتجات الطبية المهندسة في الأنسجة، يجب وضع الاختبارات المناسبة والتصديق عليها وفقًا لذلك. وهكذا، ولا توجد مجموعة موحدة من الاختبارات لضبط جودة المنتجات الطبية المهندسة في الأنسجة. وأصدرت الرابطة مجموعة من المبادئ التوجيهية التنظيمية بشأن المواضيع التي ستنظر فيها الشركات المشاركة في تطوير وتسويق الأدوية لاستخدامها في الاتحاد الأوروبي. ويتعين اتباع هذه المبادئ التوجيهية من أجل إصدار إذن تسويقي لمنتج ما. وترد في المبادئ التوجيهية للرابطة أمثلة وهمية على تحليل المخاطر من أجل زيادة توضيح العملية.

## اعتبارات الجودة
لابد من الحفاظ على الوثائق الدقيقة والمفصلة المتعلقة بخصائص المواد الأولية (على سبيل المثال تاريخ اشتقاق خط الخلية وتخزين الخلايا) وخطوات عملية التصنيع (على سبيل المثال شراء الأنسجة أو الخلايا والتلاعب). يجب وصف الجزء الخلوي من كل منتج طبي قائم على الخلايا من حيث الهوية والنقاء والفعالية، القدرة على البقاء والملائمة للاستخدام المقصود. ويجب أيضا وصف العناصر غير الخلوية فيما يتعلق بوظيفتها المقصودة في المنتج النهائي. على سبيل المثال، ويجب تحديد السقالات أو الأغشية المستخدمة لدعم الخلايا وتوصيفها من حيث المسامية، الكثافة، والهيكل المجهري، وحجم معين. وينطبق نفس شرط التوصيف على الجزيئات النشطة بيولوجياً، مثل عوامل النمو أوالسيتوكينات.

## مواصفات الإصدار

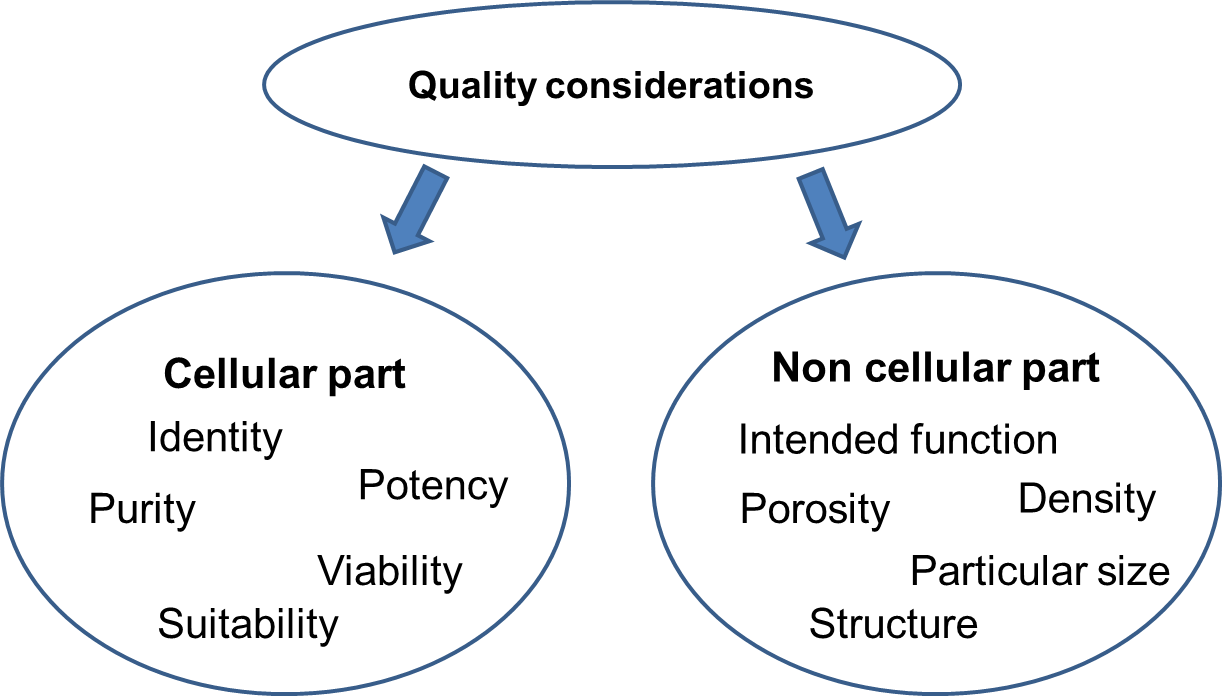
اعتبارات الجودة للمنتجات الطبية وأمثلة للخصائص الممكنة التي تحتاج إلى توثيق وتوصيف.

تنطوي مراقبة الجودة السليمة على اختبار إطلاق المنتج النهائي من خلال طرق مستكملة ومصادقة. ويجب اختيار مواصفات إطلاق المنتج على أساس البارامترات المحددة خلال دراسات تحديد الخصائص، كما يجب إجراء اختبارات الإصدار المناسبة. وفي حالة تعذر إجراء اختبار للإطلاق على المنتج النهائي ولكن فقط على المراحل السابقة من التصنيع، يمكن إجراء استثناءات بعد التبرير الصحيح. غير أنه يتعين في هذه الحالات أن تنشأ مراقبة كافية للنوعية عن عملية التصنيع. ويجب أيضاً تحديد المواصفات المتعلقة باستقرار المنتج، ووجود الخلايا المحورة وراثياً أو عدم وجودها، والمكونات الهيكلية، وما إذا كان منتج مزيج.